# Eternity (grafiti)

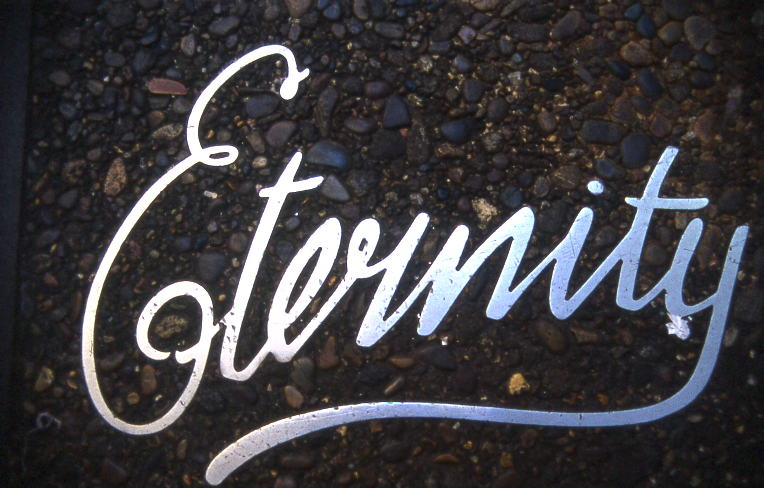
Reproducción del grafiti Eternity en la Plaza de Ayuntamiento de Sídney.

La palabra Eternity (en inglés: Eternidad) fue un grafiti que durante un período aproximado de 35 años, de 1932 hasta 1967, fue escrito numerosas veces con tiza en las calles de Sídney, Australia. El grafiti lo escribió Arthur Stace, un exsoldado analfabeto, criminal y alcohólico, que se convirtió al cristianismo a finales de la década de 1940. Stace escuchó de un predicador la frase «¿A donde pasarás la eternidad?», y durante años, desde su conversión hasta su muerte en 1967, anduvo de noche por las calles de Sídney escribiendo la palabra Eternity en paredes y calles con su inconfundible caligrafía con la finalidad de llevar a los transeúntes a reflexionar sobre el carácter efímero de la vida y su destino final. Su identidad permaneció desconocida hasta que en 1956 un periódico desveló al misterioso autor. Se estima que Stace escribió la palabra más de medio millón de veces.
Que se sepa, solo quedan dos inscripciones originales del grafiti Eternity. Uno de ellos está escrito sobre un trozo de cartón que Stace le dio a un compañero cristiano, el cual se conserva en el Museo Nacional de Australia de Camberra. El otro es la única inscripción que está in situ, y se encuentra dentro de la campana de la torre del reloj de la Oficina General de Correos de Sídney.

## Legado e impacto cultural
Después de la muerte de Stace, el grafiti Eternity siguió siendo noticia. El artista contemporáneo australiano, ilustrador y cineasta Martin Sharp se percató de él y lo ha usado en muchas de sus obras. Más recientemente algunos grupos cristianos australianos, incluidos los de las universidades, han llevado a cabo campañas de evangelización cuya acción fue escribir «Eternity», al estilo de Stace, en calles y caminos.
Como parte del programa de fuegos artificiales en el puerto de Sídney, para celebrar el día de Año Nuevo del año 2000, el grafiti Eternity se iluminó sobre el puente de la bahía de Sídney. Ese mismo año se volvió a representar el grafiti como parte de la Ceremonia de apertura de los Juegos Olímpicos de Sídney 2000, la cual fue retransmitida a millones de telespectadores en todo el mundo.
En 2001, el Ayuntamiento de Sídney registró oficialmente el grafiti para protegerlo de un posible uso comercial indiscriminado.
El periódico Eternity, fundado en 2009, lleva su nombre en alusión al grafiti y tiene una amplia circulación entre los grupos cristianos australianos.[cita requerida]
Una de las obras del artista callejero inglés Banksy, durante su estancia en la ciudad de Nueva York en octubre de 2013 muestra a un trabajador limpiando el grafiti.
El escultor Will Coles usó la palabra en una lata hecha de hormigón.